# Lere Anan Timur
Lere Anan Timur  (ou Tito Cristovão da Costaest en portugais) (né le 2 février 1952 à Iliomar II (de) au Timor portugais), est le commandant en chef des Forces de défense du Timor oriental (FDTO) de 2011 à 2022. Atteignant le grade de lieutenant-général, il est désormais actif en politique et membre du FRETILIN

## Biographie
Issu d'une famille noble timoraise Makalero, Anan Timur est l'aîné d'une famille de six enfants et comportant les deux filles et les quatre fils de Domingos dos Santos et Filipa dos Santos.

### Éducation
Après son éducation primaire (1960-1965), il étudie trois ans à l'école militaire de Lospalos. Diplômé de l'école technique agricole salésienne de Fatumaca (de) (1969-1973), il entame l'année suivante, son service militaire avec l'armée portugaise d'abord à Aileu et ensuite comme chauffeur du quartier général de Taibesi (de) (Dili). En 1975, il est transféré à Caicoli (de) dans le 1er département de parachutiste. Obtenant sa licence en juillet et après avoir effectué un stage à Futacama, il retourne dans son village natal d'Iliomar en août 1975,.

### Occupation indonésienne

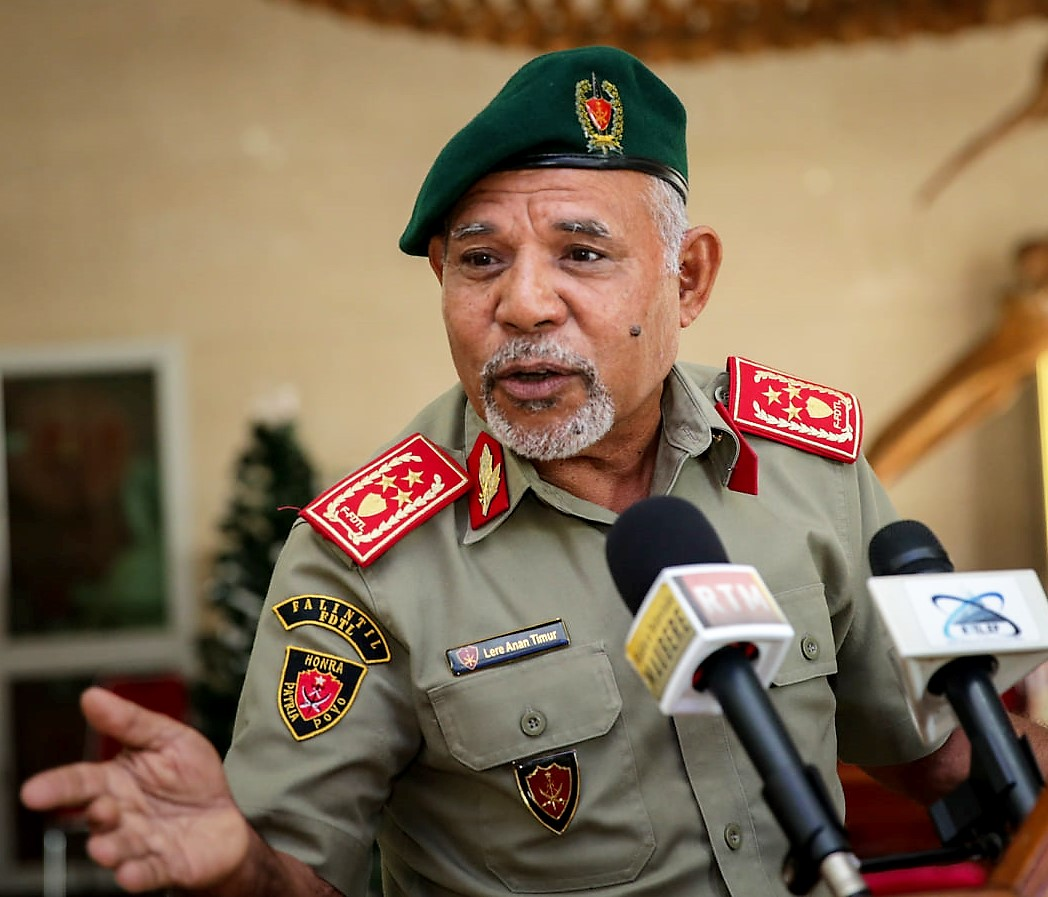
Lieutenant-général Lere Anan Timur (2022)

Avec la création du FALINTIL le 20 août 1975, Lere Anan Timur devient assistant politique de la branche militaire du FRETILIN. Alors que débute l'occupation indonésienne le 7 décembre 1975, il est secrétaire adjoint du FRETILIN dans sa région natale. Sur place, il organise la résistance tout en protégeant la population civile. En 1976, il est secrétaire de la zone de Marebia qui comprend Iliomar. À la suite d'une restructuration du FRETILIN en 1977, il demeure secrétaire, mais de la zone incluant Iliomar et Lospalos (de), ainsi que secrétaire du RENAL (Reconstrução Nacional). Peu après, il est délégué au commissariat. En 1978, il survie à l'attaque qui détruit la base de résistance du Matebian (de) et doit opéré ensuite à partir de la jungle. Il s'illustre rapidement dans la lutte contre les Indonésiens. Nommé commandant militaire et membre du comité central du FRETILIN en 1979, il est promu commandant opérationnel et secrétaire régional du secteur oriental Ponta Leste (aujourd'hui Lautém). En 1981, il entre au comité central du FRETILIN et devient commissaire politique de la région. En juillet 1983, il est affecté à la région de Haksolok (Ainaro et Cova Lima) où il occupe le poste d'officier commandant régional. En mars 1984, il est blessé lors d'un combat et évacué vers Rotuto (de). Lors d'une réorganisation en 1985, il est commandant de la région 4 (Lautéam), ainsi que commandant du secteur Centre-Est (Baucau et Viqueque) en 1987. Finalement commandant du secteur Ponta Leste en 1993 et chef d'état-major adjoint en 1997, il arrive au camp d'Atelari (de) en juillet 1999 et est démobilisé.

### Timor oriental indépendant
Après l'occupation, le FALINTIL est transformé en forces armées nationales. Le 1er février 2001, il est colonel et adjoint du commandant en chef Taur Matan Ruak. Promu général de brigade et chef d'état-major adjoint des FDTO le 28 novembre 2009,,, il devient général de division et commandant des FDTO à la suite de la démission de son supérieur le 6 octobre 2011.
Le 9 février 2015, le président Taur Matan Ruak limoge Anan Timur et lui donne le titre de lieutenant-général honoraire. Le nouveau commandant en chef devant être Filomeno Paixão, mais un différend entre le gouvernement et le parlement, car ce dernier préférait prolonger le mandat d'Anan Timur. Finalement le 15 avril, un accord est trouvé et entraîne la nomination de Pedro Klamar Fuik au poste de chef d'état-major,. Malgré cet accord, la passation de pouvoir n'a pas lieu et l'arrivée d'un nouveau président, Francisco Guterres, et premier ministre, Marí Alkatiri, lui permet de voir son mandat à la tête des forces armées prolongé d'une année supplémentaire,.

### Carrière politique
En janvier 2022, Anan Timur annonce vouloir prendre sa retraite. Le conseil des ministres procède ensuite à la nomination de Falur Rate Laek (de) pour lui succéder. Dès 2022, il se présente à l'élection présidentielle. Contre le président sortant Guterres et ancien premier ministre José Ramos-Horta, il termine quatrième au premier tour. Malgré se résultat, il parvient à obtenir plus de voix dans sa région natale que Guterres, représentant du FRETILIN, et ce même si la région est un bastion de ce parti.
Lors des législatives de 2023, Anan Timur se range du côté du FRETILIN et compose la direction du parti avec Guterres et Alkatiri. Malgré la pire performance à ce jour du parti, il parvient à entrer au parlement.

## Famille

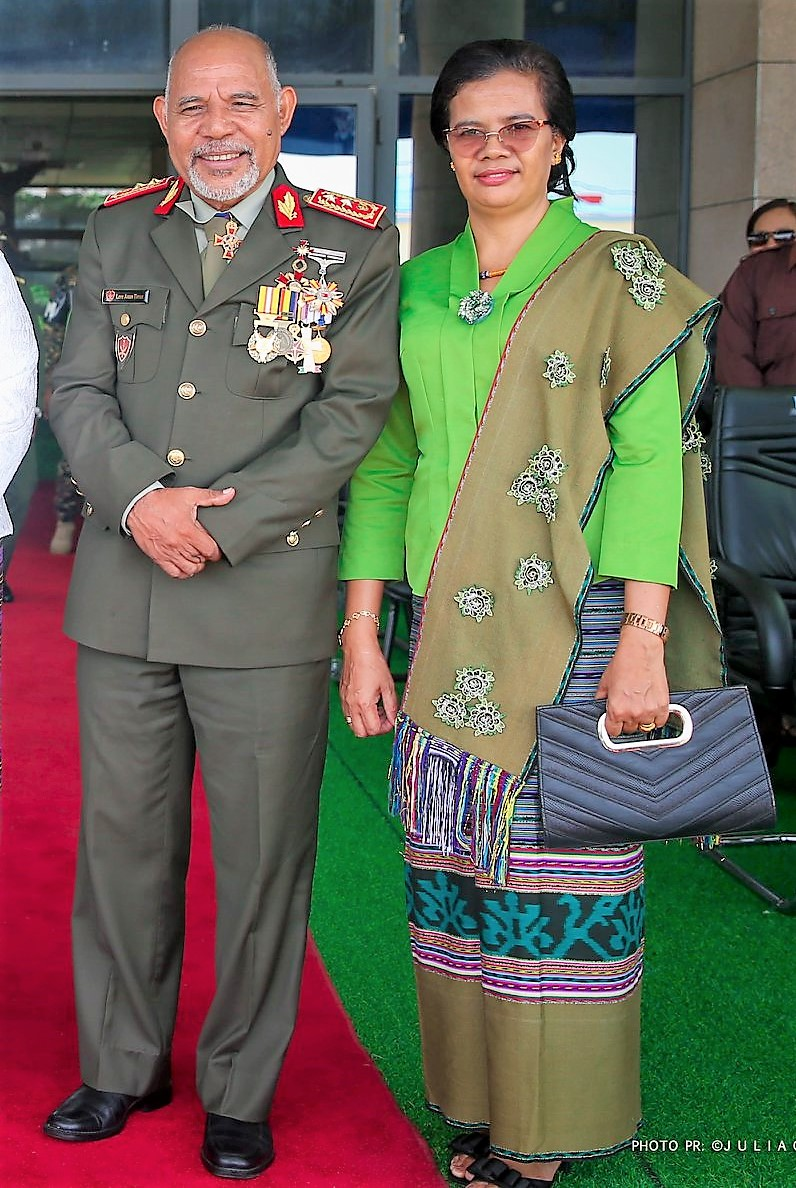
Lere Anan Timur et Cidália Mesquita Ximenes (2020)

Durant l'occupation indonésienne, Lere Anan Timur perd trois de ses frères et sœurs qui sont tués par l'armée indonésienne. Sa première épouse, Elsa Pinto, meurt dans la jungle en 1981 peu après avoir donné naissance à leur deuxième fils. Sa mère vit également en exil sur l'île d'Atauro de 1982 à 1983,.
Il épouse en secondes noces Cidália Mesquita Ximenes en 2001 avec qui il a 6 enfants,.

## Divers
Lere Anan Timur est considéré près de la Sagrada Família (de), gang armé impliqué lors de la crise timoraise de 2006, avec qui il combat pendant la lutte pour l'indépendance.
Lere Anan Timur parle tétoum, fataluku, makasae, makalero (de) et portugais.

## Décoration
- Ordre du Timor oriental
- Médaille du mérite (Timor oriental) (en)
- Médaille Halibur (de)